# 圣博泽利 (阿韦龙省)
圣博泽利（法語：Saint-Beauzély，法語發音：[sɛ̃ bozeli]）是法国阿韦龙省的一个市镇，属于米约区。

## 地理
圣博泽利（44°9'55"N, 2°57'29"E）面积30.69 平方千米，位于法国奧克西塔尼大區阿韦龙省，该省份为法国南部内陆省份，位于法國中央高原南部，北起顺时针与康塔爾省、洛泽尔省、加尔省、埃罗省、塔恩省、塔恩-加龙省和洛特省接壤。
与圣博泽利接壤的市镇（或旧市镇、城区）包括：卡斯泰尔诺佩盖罗尔、米约、圣洛朗德莱韦祖、圣莱翁、韦里耶尔、屈朗。

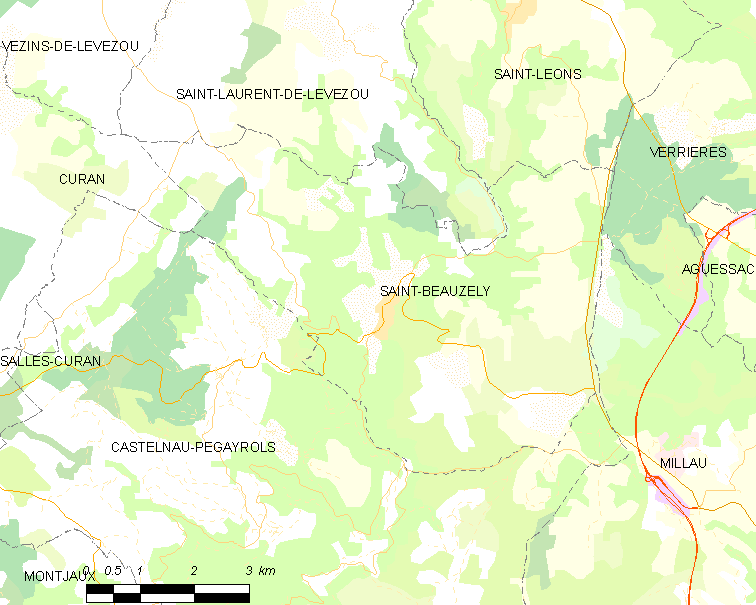
的OSM定位图

圣博泽利的时区为UTC+01:00、UTC+02:00（夏令时）。

## 行政
圣博泽利的邮政编码为12620，INSEE市镇编码为12213。

## 政治
圣博泽利所属的省级选区为塔恩-科斯县。

## 人口

1962-2008年间人口变化图示

圣博泽利于2022年1月1日时的人口数量为575人。